# Muelle Urazurrutia
El Muelle de Urazurrutia es un muelle ubicado en el barrio de Bilbao La Vieja, en el municipio de Bilbao, territorio histórico de Vizcaya.

## Ubicación
El muelle comienza en la calle Zamácola y termina en el puente de San Antón, conectándose con el muelle Martzana a través de un túnel bajo el puente. Su nombre es oficial desde el 27 de diciembre de 1884. En paralelo al muelle corre también una calle con el mismo nombre. El muelle se localiza en el distrito de Ibaiondo (distrito 5).

## Contexto geográfico
El nombre de Urazurrutia, que el muelle comparte con la calle, es un topónimo que se puede traducir al castellano como Allende el Agua, que define la situación geográfica del antiguo arrabal de Allende la Puente con respecto a Bilbao, arrabal que era un enclave de la villa en tierras de la Anteiglesia de Abando. Esta zona era un punto de paso importante, al estar situada junto a un vado que facilitaba el paso de personas y mercancías de un lado al otro del Ibaizabal.

## Historia

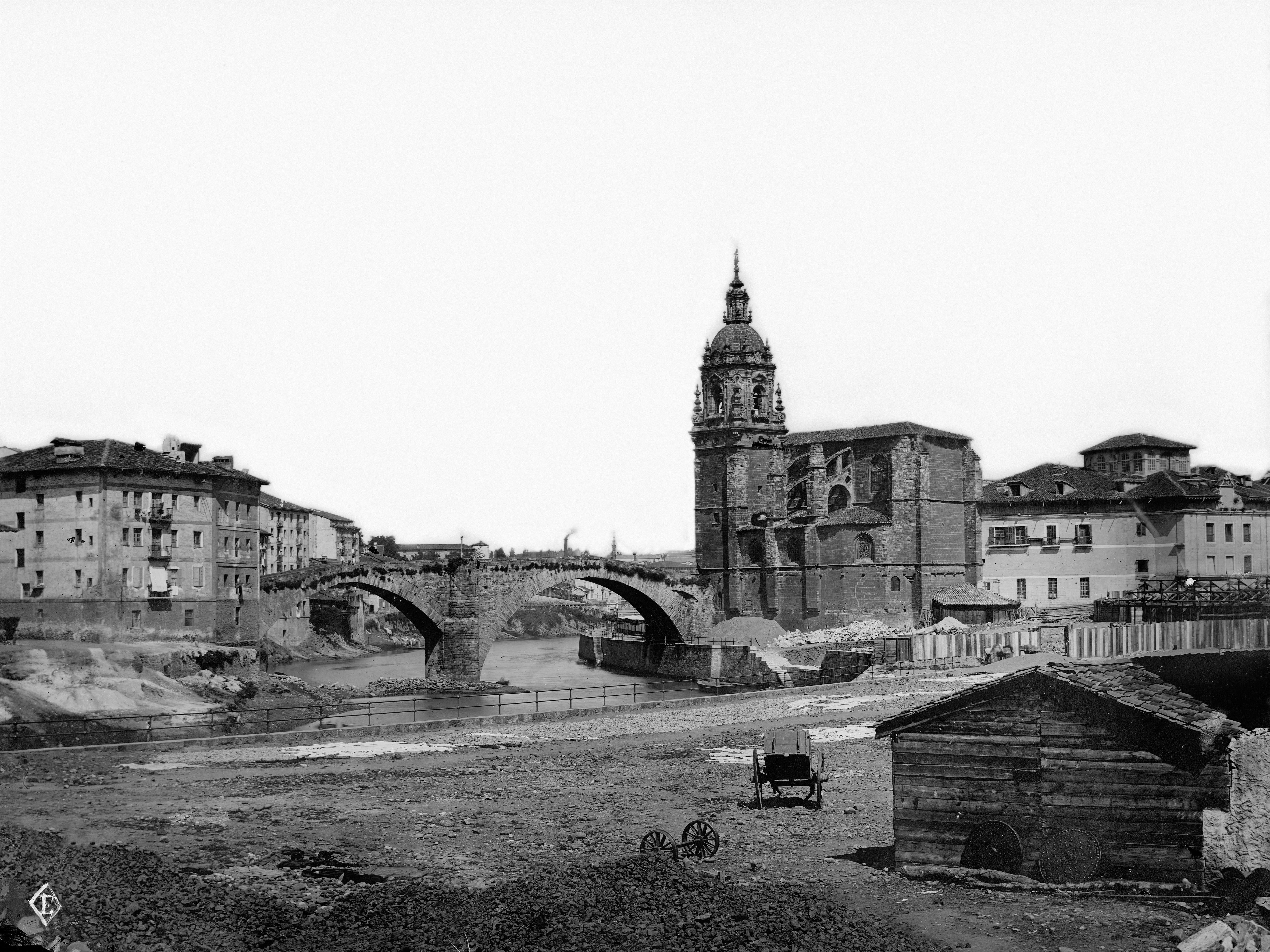
c. 1874, antes de construir el muelle

En lo que se refiere a la construcción del muelle no tenemos muchos datos, aunque sabemos que la rampa del muelle se reparo durante la guerra carlista de 1872-1876. En el año 1878 se inauguró el nuevo puente de San Antón, cuyas obras estuvieron paralizadas durante la guerra, lo que supuso la urbanización de parte del muelle y en 1879 vecinos de Bilbao la Vieja solicitan la construcción del muelle en el tramo entre el puente de Achuri, como se denominó el nuevo puente, y la Fábrica de Vidrio La Fe. Con la guerra ya finalizada, el anteproyecto de Pablo de Alzola para la creación de una Junta de Obras del puerto, que fue parcialmente aprobado por R.O. de 19 de noviembre de 1872, se puso en marcha en 1877 y con ello el proyecto general de construcción de muelles de Bilbao que incluyó también al de Urazurrutia, que ya estaba construido para 1890.

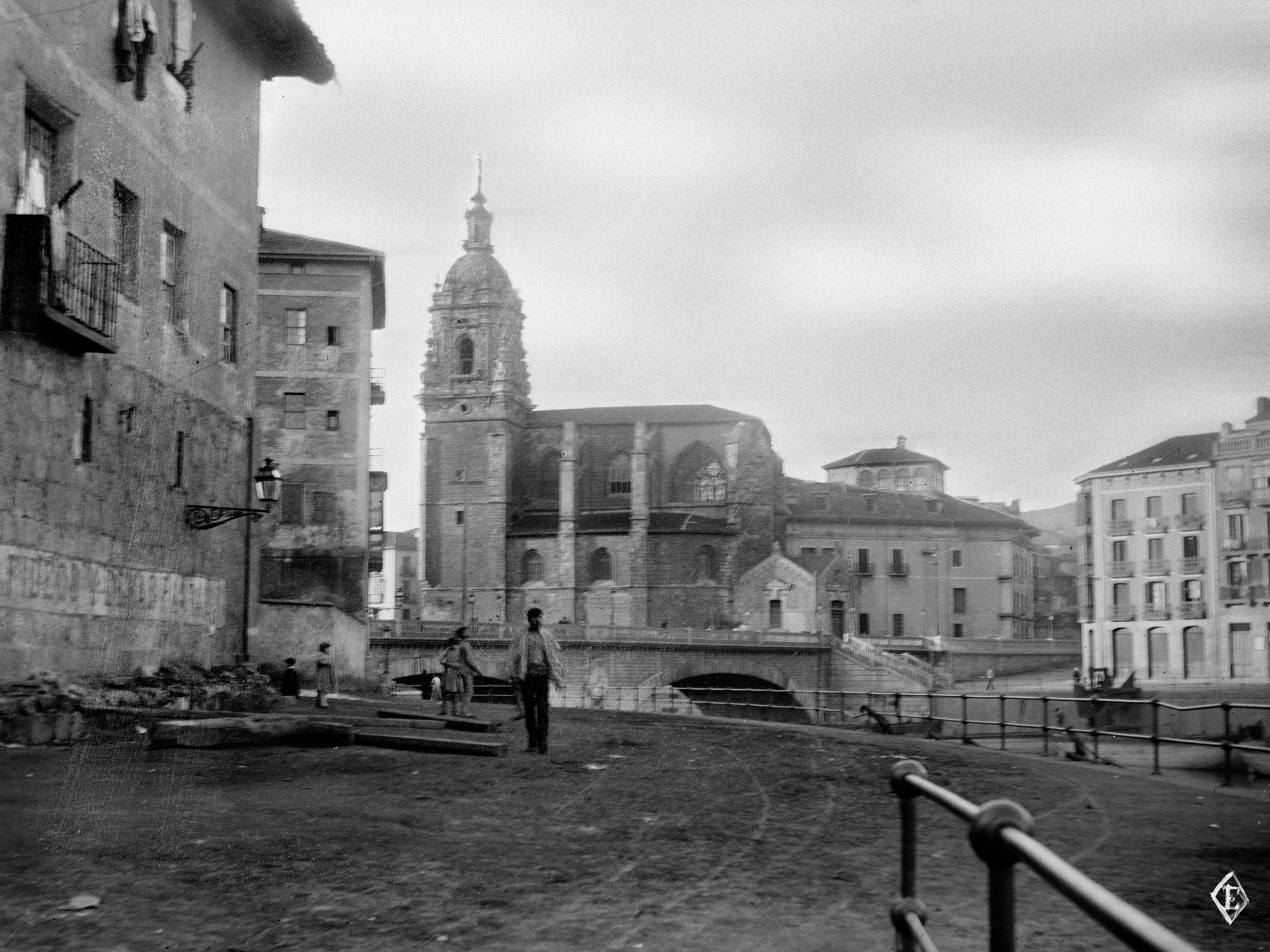
c. 1895, el muelle construido

Aunque hoy en día el muelle es una zona casi exclusivamente dedicada al aparcamiento de coches y sin apenas actividad, esto no fue siempre así. Ya en 1843 la Alcaldía de Bilbao solicitó al Ayuntamiento de Abando que prohibiese el baño de jóvenes y adultos desnudos durante el día en Urazurrutia, por suponer un atentando a la moral pública;en 1885 varios vecinos reclamaron la instalación de faroles por ser lugar habitual de reuniones nocturnas y escándalos públicos,y todavía el año 1931 hubo una interpelación al pleno solicitando que se pusiese un guardia que vigilase los baños en el río, desde el muelle de Urazurrutia hasta la Botellería, para evitar los riesgos que corrían los niños y que los mayores se desnudasen públicamente.
Pero no todas las actividades del muelle fueron lúdicas:

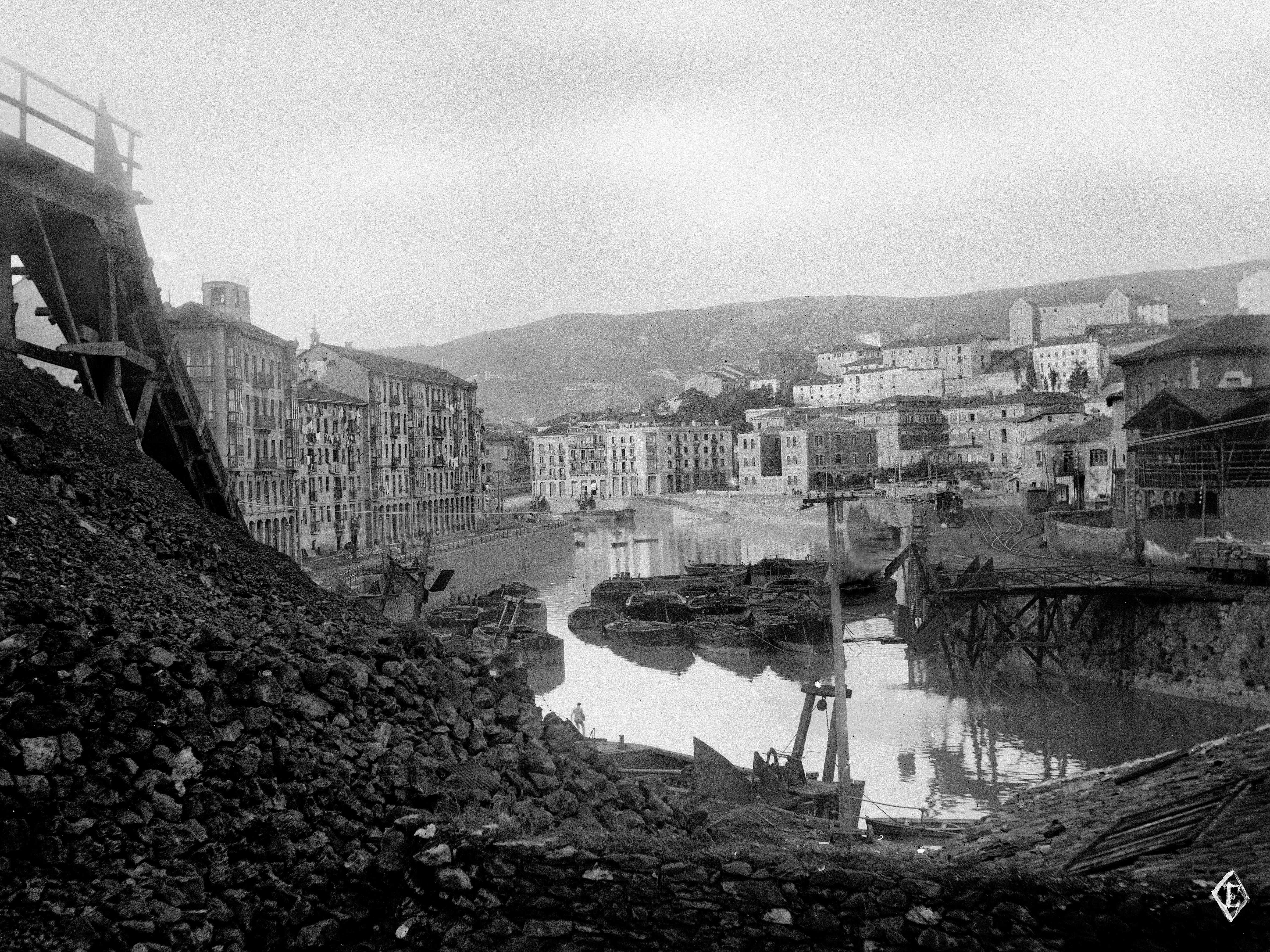
c. 1890, cargadero de la mina San Luis

### Depósito de mineral
Históricamente el muelle fue una zona de depósito de mineral de hierro para su posterior transporte en gabarras, más concretamente en el punto denominado las veneras. 
Los planos del proyecto de construcción de unos portillos de 1899 nos permiten saber que en una zona del muelle a la altura de Iturburu Bajo, tal y como se denominaba entonces un tramo de la actual calle Urazurrutia, se depositaba el mineral de diferentes minas del coto minero de Miribilla. En primer lugar estaba el material de la mina Sílfide, en el lado del puente de San Antón; inmediatamente después y en dirección al barrio de Abusu se depositaban el mineral de la mina San luis; y finalmente, al lado de este, el mineral de la mina Malaespera. El transporte de mineral se efectuaba en carros,aunque algunos registros también apuntan a la existencia de una galería que conectaba de forma subterránea el muelle con un pozo para la carga de materiales de la mina San luis.
Los problemas de convivencia entre el vecindario y las explotaciones mineras fueron una constante a lo largo del tiempo, como atestiguan los registros, ya fuera por los desperfectos que el tránsito de carros ocasionaba en las calles o por múltiples motivos, como los denunciados por el concejal Facundo Perezagua en el pleno del siete de octubre de 1903 sobre la desaparición del manantial de agua que abastecía a la fuente y el lavadero de Urazurrutia, a consecuencia del permiso concedido a Luis Núñez, de la mina San Luis, para instalar una  fuente en el muelle con el agua de dicho manantial.

### Basuras
En el muelle de Urazurrutia existió un cargadero de basuras desde por lo menos 1882, cuando se inauguraron la tejavana y el muelle de carga. El sistema de traslado de la basura por medio de gabarras duró hasta 1930.

### Tranvía Eléctrico de Bilbao a Durango y Arratia
El Tranvía Eléctrico de Bilbao a Durango y el valle de Arratia fue inaugurado de forma oficial el 7 de diciembre de 1902, discurriendo desde entonces por la calle y muelle de Urazurrutia. Tras la guerra civil, la línea se redujo a unir Bilbao con Ceanuri. Las inundaciones de octubre de 1953 provocaron graves desperfectos en los muelles de Urazurrutia afectando seriamente al servicio. En 1954 el Ayuntamiento decidió eliminar la parada del tranvía del Teatro Arriaga y trasladó la terminal a los muelles de Urazurrutia. El día 30 de noviembre de 1965 circuló por última vez.

### Cuerpo de Camilleros municipales
A principios del siglo XX se llevó a cabo la construcción de un edificio en el Muelle de Urazurrutia, con proyecto realizado por el Arquitecto Jefe de Construcciones Civiles en 1911, destinado a centro de guardia del Cuerpo de Camilleros municipales de la villa.  Algunas fuentes apuntan a que, anteriormente, el cuerpo de conductores de cadáveres, como se le denominó hasta 1893, contó con una caseta en el muelle.El edificio dejó de tener este uso en 1924.

## Rehabilitación urbana

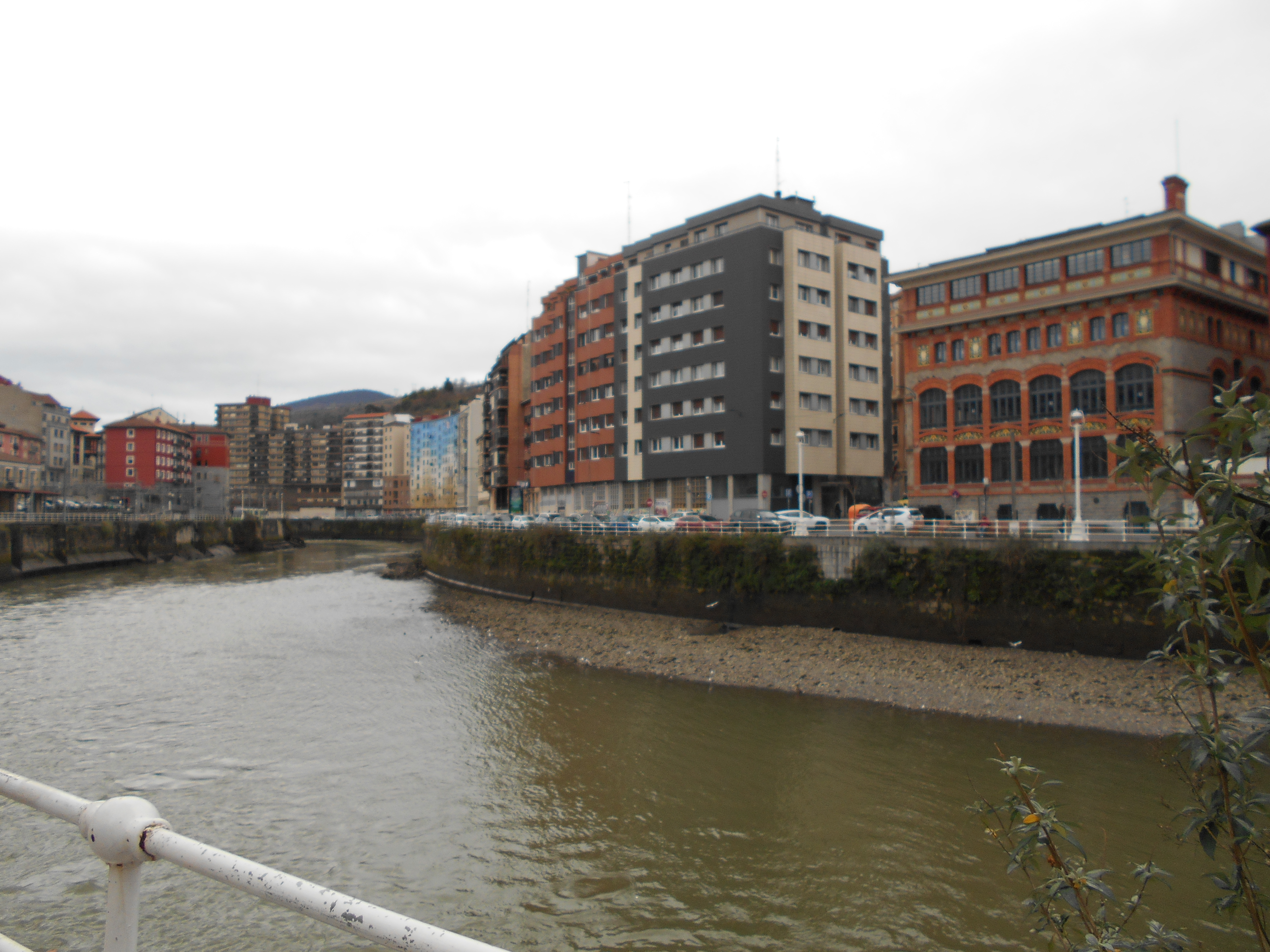
Vista general del muelle

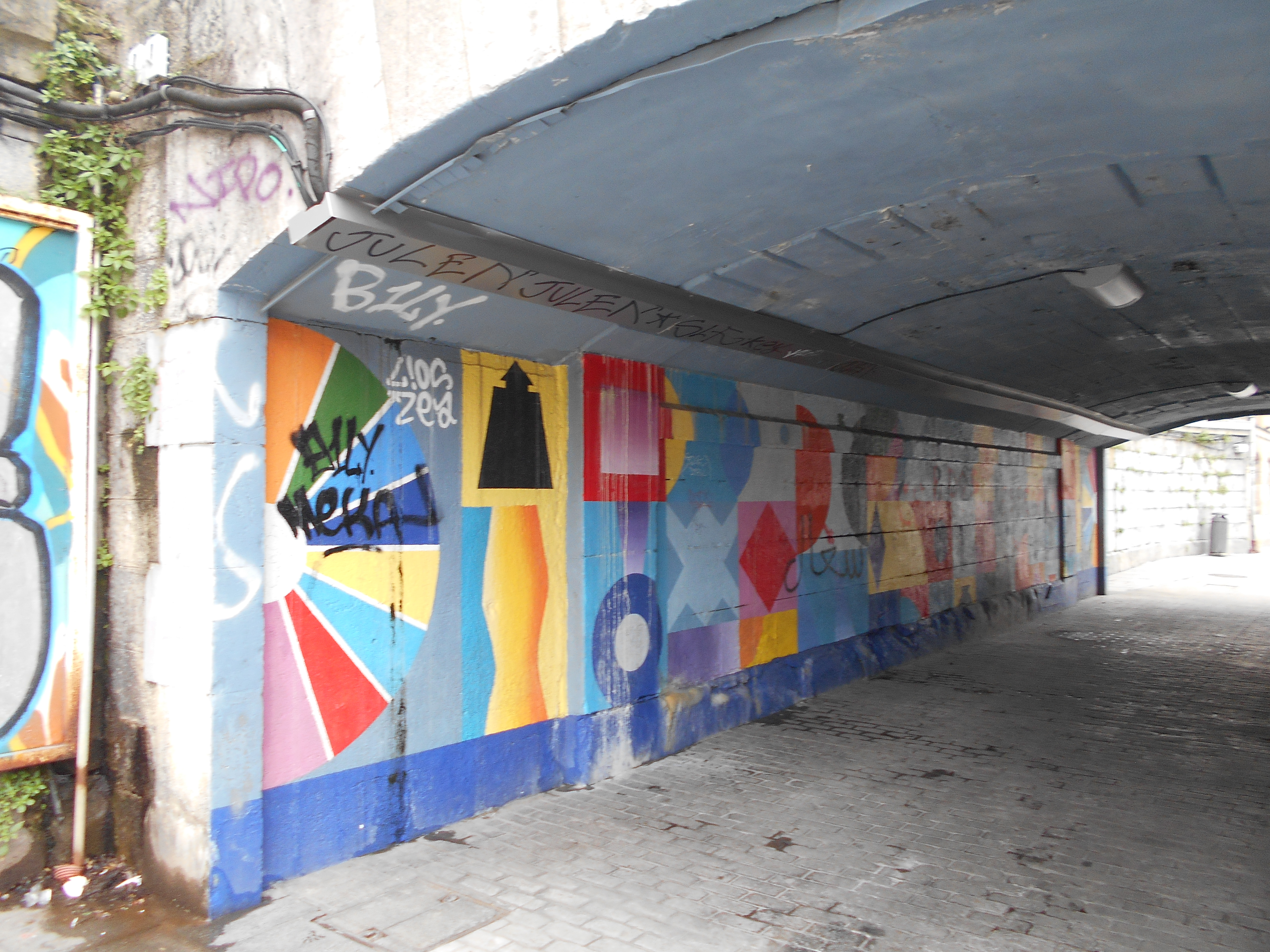
Túnel bajo el puente

El muelle se ha ido adaptando a las épocas. En 1915 el ayuntamiento dio el visto bueno a la supresión de la rampa al muelle, pero el paso del tiempo fue haciendo mella. A principios del siglo XXI los muelles de Bilbao La Vieja y San Francisco fueron objeto de una rehabilitación completa para modernizar su estructura y peatonalizarlos.Las obras comenzaron en noviembre de 2001 y la necesidad de dicha renovación quedó en evidencia tras el derrumbe, el 22 de abril de ese mismo año, de un tramo de 40 m. del muelle que afectó también al portal número 1 de la calle Urazurrutia, la popularmente conocida como casa roja. Con las obras se intervino en un pequeño tramo del muelle de Urazurrutia, desde el puente de San Antón hasta la trasera de la sala cuna, que quedó peatonalizado.En 2023 se intervino también en el túnel bajo el puente con la realización de un mural a cargo del artista Zouhir Oujaa, mural que a finales del 2024 ya presentaba un aspecto muy deteriorado por falta de mantenimiento.